# Joe Caldwell
Joseph Louis "Joe" Caldwell (Texas City, 1 de novembro de 1941) é um ex-basquetebolista profissional estadunidense. Atuava na posição Ala e Ala-armador, medindo 1,96m e pesando 89kg, Joe Caldwell defendeu equipes da NBA e da ABA entre os anos 1964 e 1975.
Integrou a seleção estadunidense que conquistou a medalha de ouro disputada nos XVIII Jogos Olímpicos de Verão em 1964 realizados em Tóquio. Na época, Caldwell era veterano na NCAA jogando por Arizona State e no Draft da NBA de 1964 foi a segunda escolha, sendo selecionado pelo Detroit Pistons.